# A miało być tak pięknie (album Afrontu)
A miało być tak pięknie – drugi, tym razem już oficjalny album Afrontu. Nagrany w studiu Marka Dulewicza, który jest także realizatorem płyty. Premiera miała miejsce 7 czerwca 2004 roku. Teksty są autorstwa Janka i Kasa, natomiast za brzmienie odpowiada O.S.T.R.

## Lista utworów
Opracowano na podstawie materiału źródłowego.
1. „Intro” – 1:08
2. „Pierwszy” – 2:16
3. „HC” – 3:05
4. „Zasady cz. 2” – 3:46
5. „Zdobyć ten bilon” – 3:09
6. „Niezły ka-wałek” – 2:26
7. „Kulawe prawo, ślepa sprawiedliwość” – 2:54
8. „Poczta” – 1:45
9. „Nie mamy czasu” – 3:09
10. „Czas się zastanowić” – 3:18
11. „Chill” – 3:16
12. „Amerykański sen” – 3:54
13. „Biba” – 3:02
14. „Dwarazyszama” – 3:01
15. „Nie ma odwrotu” – 2:42
16. „To cały ja” – 3:17
17. „A miało być tak pięknie” – 2:25
18. „Usłysz (remix)” – bonus
19. „To ma wyglądać tak (remix)” – bonus